# Île Texada
Pour les articles homonymes, voir Texada.
L'île Texada (en anglais : Texada Island) est située en Colombie-Britannique au Canada, face à la Sunshine Coast, dans le détroit de Géorgie qui sépare l'île de Vancouver du continent. Depuis les années 1990, la population locale considère souvent que l'île Texada et les îles qui lui sont proches font partie des îles Gulf, bien que cela ne soit pas conforme à la toponymie officielle. Dans ces conditions, Texada devient alors la plus grande des îles Gulf.

## Géographie

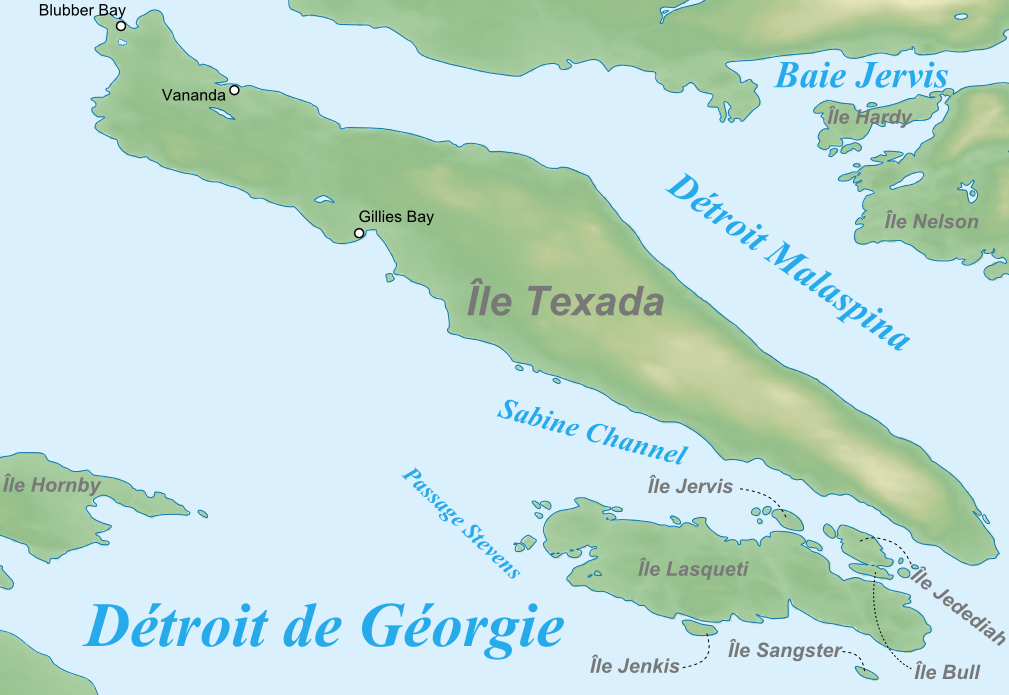
Carte de l'île Texada

### Situation et dimensions
L'île Texada mesure cinquante kilomètres de long et dix kilomètres de largeur maximale. Sa superficie est de 301 kilomètres carrés.
Sa population est d'environ 1 100 personnes (1 089 au recensement de 1991), qui sont pour la plupart des résidents permanents.
Le bras de mer qui sépare l'île Texada du continent est appelé « détroit Malaspina », dont le nom fait référence à l'explorateur espagnol Alessandro Malaspina.

### Principales villes
- Blubber Bay : La ville doit son nom à son ancienne activité balénière (« blubber » est le mot anglais qui désigne la graisse de baleine). C'est là que se trouve le terminal du ferry de la société BC Ferries, qui permet de rejoindre la ville de Powell River sur le continent.
- Van Anda (ou Vananda) : La ville a été fondée en 1898, elle s'est développée rapidement à la suite de la découverte d'or sur son emplacement en 1880.
- Gillies Bay : La ville possède un aéroport.

## Histoire
La découverte de plusieurs amas de coquillages et d'anciennes pêcheries sur la rive ouest de l'île Texada témoigne de la présence de populations amérindiennes avant l'arrivée des Européens. Des pointes de flèches et de lances ainsi que des pièces d'ardoise polie ont également été trouvées sur l'île. Les indiens Sliammon appelle l'île du nom de « Si’ yi yen ».
En 1791, au cours d'une exploration espagnole organisée par Alessandro Malaspina pour rechercher un passage entre le Pacifique et l'Atlantique, les explorateurs espagnols Francisco de Eliza y Reventa et Dionisio Alcalá Galiano découvrent l'île et en établissent la cartographie. Le pilote José María Narváez donne à l'île le nom de « Texada », en l'honneur de son ami le contre-amiral (contraalmirante) espagnol Felix de Texada.  
Lors de ses expéditions, le capitaine George Vancouver fera référence à l'île sous le nom de « Favada », il pourrait s'agir d'une anglicisation du nom espagnol « Texada ».

## Activités industrielles
- Une des principales activités industrielles de l'île concerne l'extraction de calcaire et sa transformation dans les fours à chaux. La chaux produite est envoyée sur le continent où elle est utilisée pour la production de ciment, de stuc et de pâte pour papier kraft. L'île Texada produit la plus grande partie du calcaire de la Colombie-Britannique.

- Depuis les années 1940, le bois d'œuvre est exploité de façon intensive dans l'île.

- La société WestPac Terminals de la province de l'Alberta envisage de construire un terminal méthanier et une centrale électrique de 600 mégawatts sur l'île Texada. Ce projet correspond à un investissement de deux milliards de dollars canadiens[8]. Le terminal devrait recevoir du gaz naturel liquéfié provenant d'Asie du Sud-Est, des pays riverains du Pacifique ainsi que du Moyen-Orient[9]. Sa mise en service opérationnel est prévue pour l'année 2014.